# Splénomégalie
Ne doit pas être confondu avec Hypersplénisme.
 Mise en garde médicale

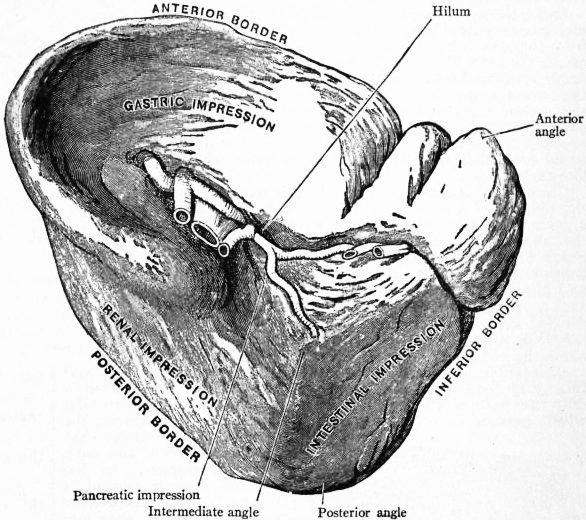

On appelle splénomégalie (SMG) une augmentation de volume (« -mégalie ») de la rate (« spléno- »). Ceci est repérable à la palpation ou à l'échographie.

## Description
Une splénomégalie est une augmentation anormale du volume de la rate. La rate est un organe proche de l'estomac, qui joue un rôle clef dans l'immunité et le renouvellement des cellules sanguines. Avec la moelle osseuse, la rate contrôle la qualité des cellules sanguines. Une splénomégalie est souvent une conséquence secondaire d'autres troubles.

## Diagnostic

### Signes cliniques
Gêne à type de pesanteur dans l'hypocondre gauche.

Vol hémodynamique : augmentation de l'index cardiaque (à la radiologie), débit cardiaque élevé, œdèmes, dyspnée d'effort (ressemble à une insuffisance cardiaque globale).

Une hypertrophie importante de la rate peut également provoquer des douleurs ou obstruer les organes voisins par compression locale.

### Détection et évaluation
La détection se fait par palpation. Toute rate palpable est pathologique : on considère qu'une palpation est possible si la rate a doublé de volume.
L'examinateur se place à droite du patient, la main droite à plat est placée sur la paroi postérieure de l'hypochondre gauche (à défaut placer le poing du patient), la main gauche transversalement vers le dehors va rechercher le contact avec le bord antérieur mousse, crénelé, mobile à l'inspiration profonde. En commençant par la fosse iliaque gauche et en remontant progressivement vers l'hypocondre gauche en faisant inspirer le patient.
Un examen complémentaire peut se faire par une imagerie de l'organe. L'échographie de la rate mesure ses dimensions et en déduit un volume approximatif.

## Causes

### Hypertension portale
Un diagnostic d'hypertension portale est quelquefois dressé face à une splénomégalie associée à une hépatalgie, une circulation veineuse collatérale, des varices œsophagiennes visibles à la fibroscopie, une ascite (accumulation de liquide dans l'abdomen). Les causes peuvent en être :
- un obstacle pré-hépatique : thrombose ou sténose de la veine porte (tumeur extrinsèque, thrombose intrinsèque) ou  des veines spléniques ;
- un obstacle intra-hépatique : cirrhose, sarcoïdose...
- un obstacle post-hépatique : thrombose des veines sus-hépatique (syndrome de Budd-Chiari), insuffisance cardiaque droite (ICD).

### Hyperactivité macrophagique
L'hyperactivité macrophagique peut survenir en cas de :
- hémolyse d'hématies anormales associées à un ictère à bilirubine libre, formant une anémie hémolytique : thalassémies, drépanocytose, etc. ;
- pathologie infectieuse : septicémie bactérienne (syphilis secondaire), infections virales (mononucléose infectieuse), parasitaire (paludisme ou malaria, leishmaniose), dysimmunité (lupus, polyarthrite rhumatoïde, PAR).

### Hyperplasie lymphoïde
Hyperplasie lymphoïde : prolifération maligne ou mononucléose infectieuse.

### Métaplasie myéloïde
Métaplasie myéloïde par augmentation de l'activité de la rate ou leucémie myéloïde chronique
- maladie d'Osler ;
- maladie de Vaquez ;
- myélofibrose.

### Maladie de surcharge
- maladie de Gaucher = déficit en bêta-galactosidase donnant des problèmes du « tri » des enzymes lysosomales ;
- maladie de Sly = maladie génétique avec également un problème lysosomal ;
- amylose ;
- maladie de Niemann-Pick.

### Tumeurs spléniques
Tumeurs spléniques bénignes ou malignes tel que le lymphome de Hodgkin ou les lymphomes non-hodgkiniens.

## Traitement
- Traitement de la maladie sous-jacente à la splénomégalie.
- Splénectomie (ablation chirurgicale de la rate).